# Belägringen av Novgorod 1611
Belägringen av Novgorod 1611, också kallad Erövringen av Novgorod, var den belägring eller stormning av den ryska staden Novgorod som ägde rum under ingermanländska kriget 1611. Efter tre dagar var staden erövrad av svenskarna.

## Yrkesperiod
Odojevskij undertecknade ett fördrag med De la Gardie "på Novgorod-statens vägnar", enligt vilket den svenske kungen Karl IX erkändes som "Rysslands beskyddare", och prinsen Karl Philip som "arvingen till den ryska tronen". Anslutningen till fördraget om "Moskva och Vladimir-staterna" välkomnades. Före prinsens ankomst föreskrev kontraktet att kontrollen skulle överföras till De la Gardie och svenska tjänstemän. I själva verket innebar det ingångna avtalet att Novgorods land skiljdes från den allmänna Zemstvo-rörelsen i Ryssland.
Resten av avtalet upprepade bestämmelserna i Teusina- och Viborg-fördragen, upprätthöll den gamla ordningen i administration och rättsliga förfaranden, garanterade den ortodoxa trons okränkbarhet och betonade alliansen mot samväldet. Den svenska administrationen utfördes enligt ryska lagar och duplicerades av Novgorodadministrationen. Adelns sympatier lockades av generösa landpriser på prinsens vägnar. Novgorodianerna lovade att stödja svenskarna i deras fientligheter.
Efter Michail Romanovs val till kungariket 1613 och den svenske kungens förlust av möjligheterna till Moskvatronen skärptes den svenska ställningen i Novgorod. Evert Horn, som styrde Novgorod 1614–1615, förde en politik för att direkt underordna Novgorod den svenska kronan. Endast svenskarnas militära misslyckanden, i synnerhet under belägringen av Pskov 1615, satte kung Gustav II Adolf till fredssamtal.

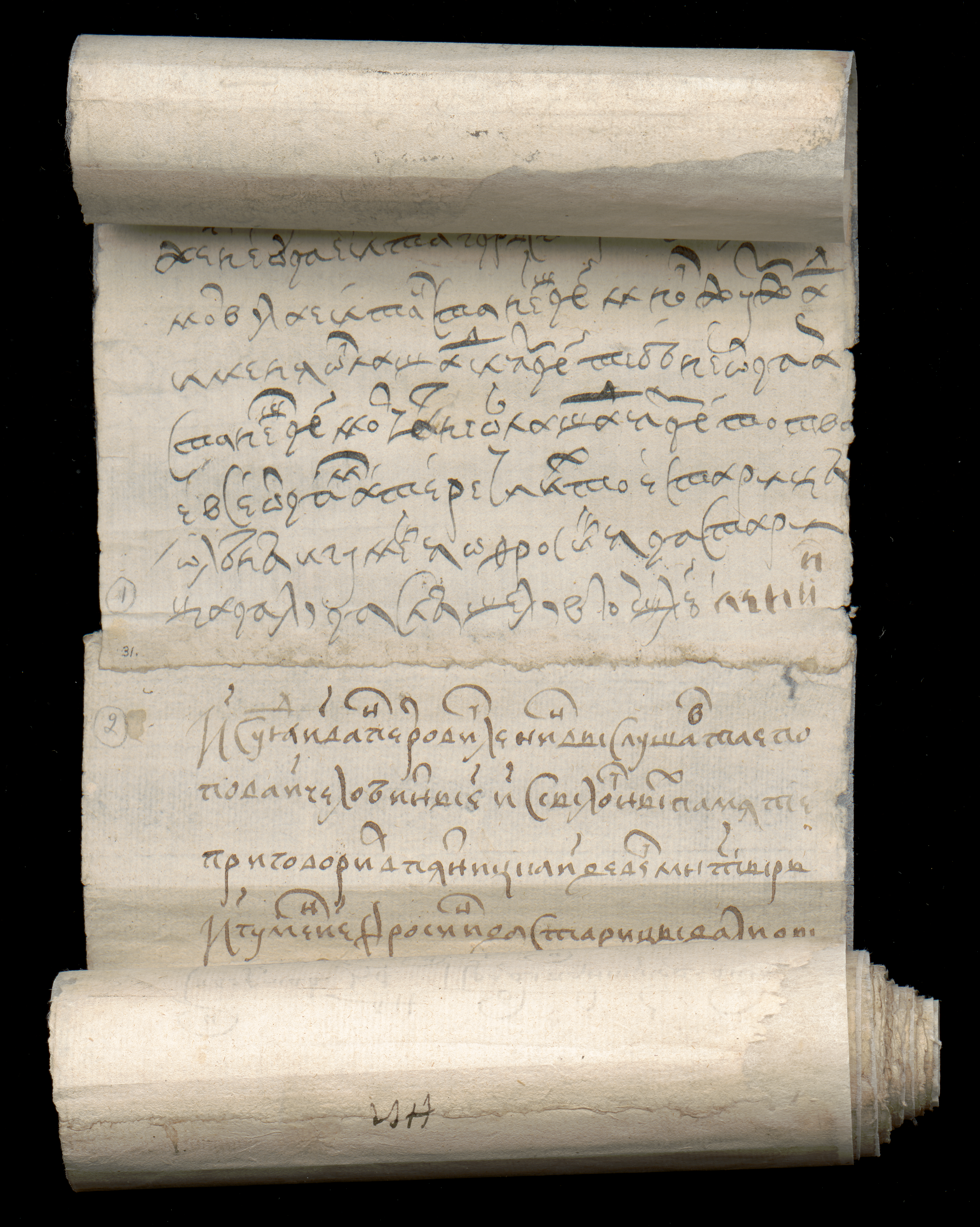
Dokumentrulle ur Ockupationsarkivet från Novgorod.

Novgorod återvände till Moskva under Stolbovofördraget från 1617. En av de mest kompletta samlingarna av dokument från Novgorods kontorsarbete under den svenska ockupationen är Novgorods ockupationsarkiv, som förvaras i Riksarkivet i Stockholm.

## Bakgrund
Sjukdom härjade i den svenska hären och De la Gardie måste handla fort. Han vände mot Novgorod för ett anfall. Staden hade då 30 000 invånare och var delad i två delar. På den västra sidan av floden Volchov låg Sofiastaden och på den östra Handelssidan. Runt staden fanns en mur och mitt i staden på Sofiastadens sida låg ett befäst slott. Den svenska hären bestod av 4 000 man. De flesta var legoknektar från England, Skottland, Frankrike, Schweiz och Tyskland.

## Förlopp
Svenskarna gjorde en skenmanöver, vilket fick ryssarna att tro att anfallet skulle komma på Handelssidan. De la Gardie vann härmed tid att planera anfallet mot Sofiastaden. Svenskarna hade inget artilleri utan fick förlita sig på petarder (små bomber) för att spränga portarna. Natten till den 16 juli 1611 anföll överste Hans von Reckenberger från västra stranden med bemannade båtar. De sprängde en port och en bit av muren. Andra trupper rusade fram och rensade öppningen, och delar av Evert Horns kavalleriregemente red igenom öppningen. De rensade de närmaste gatorna från ryskt motstånd. Efter ett tag kunde ytterligare en port sprängas, och svenskarna kunde nu ställa upp i slagordning inne i staden.

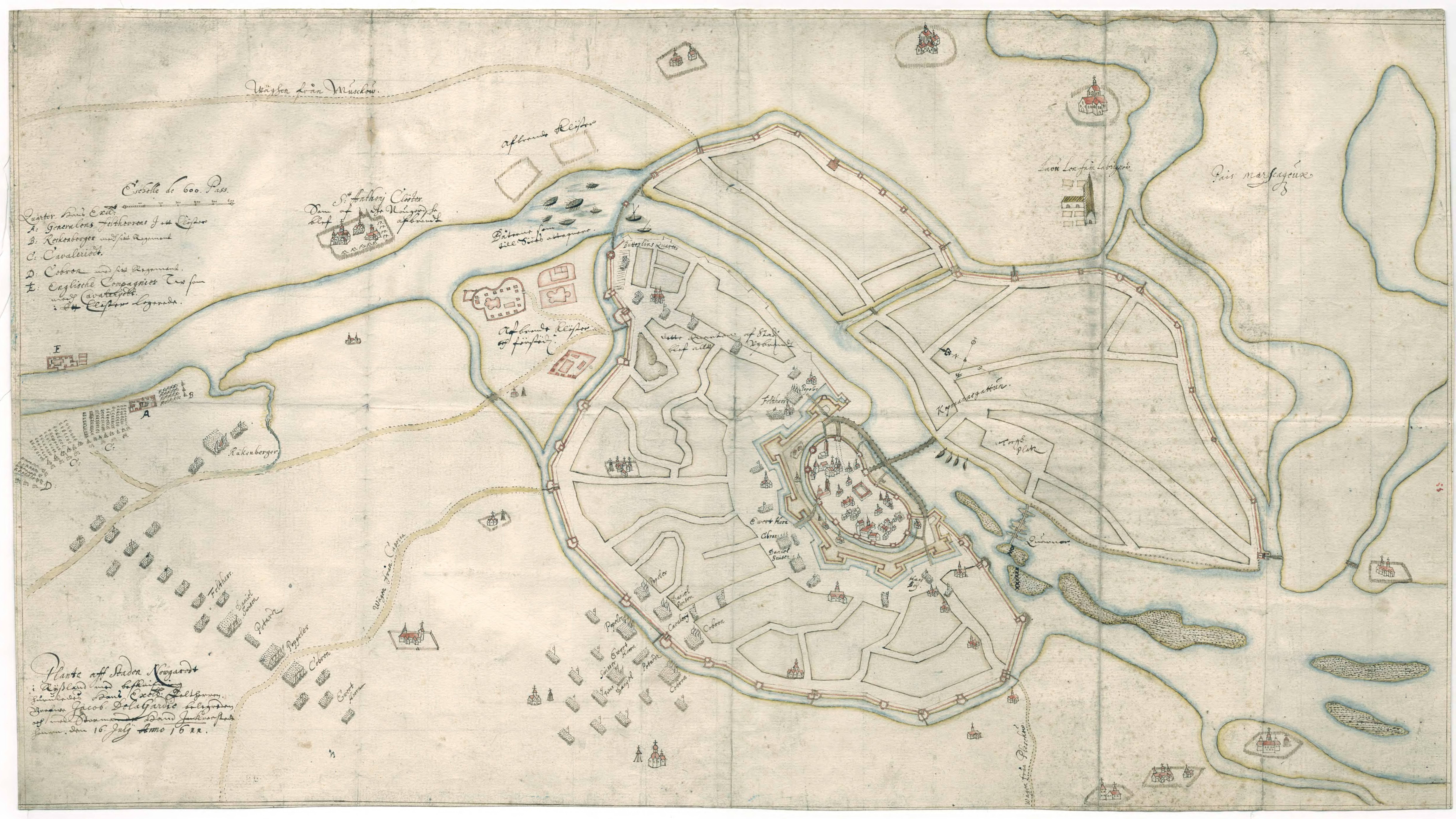
Historisk karta som visar belägringens förlopp.

Ryska kosacker började nu rida över till Handelssidan över en bro som gick bakom slottet. Många människor blev ihjältrampade av kosackernas hästar. Den nordvästra stadsdelen sattes i brand. Svenskarna rensade vidare och hade snart omringat slottet; när de nästa dag beredde sig att spränga slottsporten gav ryssarna upp.

## Resultat
Efter belägringen fick Sverige ett stort övertag i det Ingermanländska kriget. Ett senare försök att inta staden Pskov på samma sätt misslyckades dock.